# Claes Cronqvist
Claes Cronqvist (15 de outubro de 1944) é um ex-futebolista sueco que atuava como atacante.

## Carreira
Cronqvist competiu na Copa do Mundo de 1970, sediada no México, na qual a seleção de seu país terminou na nona colocação dentre os 16 participantes.